# Вантоз
Вантоз (фр. ventôse, от лат. ventosus — ветреный) — 6-й месяц (19/20 февраля — 20/21 марта) французского республиканского календаря, действовавшего с октября 1793 по 1 января 1806 года.
Как и все месяцы французского революционного календаря, вантоз содержит тридцать дней и делится на три декады. Вместо традиционных в католицизме святых, каждому дню приписано название сельскохозяйственного растения. Исключением являются пятый (фр. Quintidi) и десятый (фр. Decadi) дни каждой декады. Первому из них приписано название животного, а последнему — название сельскохозяйственного орудия.

## Названия дней
| 1. Tussilage (мать-и-мачеха) 2. Cornouiller (кизил) 3. Violier (желтушник) 4. Troène (бирючина) 5. Bouc (козёл) 6. Asaret (копытень) 7. Alaterne (крушина вечнозелёная) 8. Violette (фиалка) 9. Marceau (ива козья) 10. Bêche (заступ) | 11. Narcisse (нарцисс) 12. Orme (вяз) 13. Fumeterre (дымянка) 14. Vélar (гулявник) 15. Chèvre (коза) 16. Épinard (шпинат) 17. Doronic (дороникум) 18. Mouron (куриная слепота) 19. Cerfeuil (кервель) 20. Cordeau (шнур, бечёвка) | 21. Mandragore (мандрагора) 22. Persil (петрушка) 23. Cochléaria (ложечница) 24. Pâquerette (маргаритка) 25. Thon (тунец) 26. Pissenlit (одуванчик) 27. Sylvie (ветреница дубравная) 28. Capillaire (адиантум венерин волос) 29. Frêne (ясень) 30. Plantoir (сажальный кол) |